# Jordan Wayne
Joey Moehamadsaleh (Amsterdam, 4 maart 1997), beter bekend als Jordan Wayne, is een Nederlandse muziekproducent.

## Biografie
Wayne is van Javaans-Surinaamse afkomst. Jordan Wayne begon op zijn twaalfde met het produceren van nummers, nadat hij een neef een jumpstylebeat hoorde maken. Dit wekte zijn interesse in produceren. Hij begon met jumpstyle, om vervolgens house en dubstep te maken om daarna de hiphop in te gaan. 
Sinds 2018 heeft hij verschillende hits geproduceerd. Nummers die op de eerste plaats van de Single Top 100 kwamen waren Fan van Ronnie Flex en Famke Louise, Gordelweg van Kevin, Alles wat ik mis van Ronnie Flex, Emma Heesters en Kris Kross Amsterdam, In de nacht van Yade Lauren, Trust van Kevin en Yade Lauren en De leven van Kevin en S10. Daarnaast bereikten ook vele de top tien van dezelfde lijst. Dit zijn Alleen door jou van Ronnie Flex en Famke Louise, Meli meli van Ali B, Numidia en Ronnie Flex, DomDoen van Henkie T en Jonna Fraser, Als ik je niet zie van Kevin en Yade Lauren, Samen van Kevin en Yade Lauren, Goed genoeg van Ronnie Flex en Yade Lauren, Airmax BW van Kevin, Swim deep van Yade Lauren, Cho en Kevin, Kipstraat van Kevin en Sliden van Antoon en Ronnie Flex.